# Robin Le Normand
Robin Aimé Robert Le Normand (Pabu, 11 novembre 1996) è un calciatore francese naturalizzato spagnolo, difensore dell'Atlético Madrid e della nazionale spagnola, con cui è stato campione d'Europa nel 2024.

## Biografia
Ha un fratello minore di nome Théo, anch'egli calciatore.
Nel maggio 2023 ha ottenuto la cittadinanza spagnola.

## Carriera

### Club

#### Gli inizi, Real Sociedad
Cresciuto nel Brest, ha esordito in prima squadra il 15 aprile 2016, nella partita di Ligue 2 persa per 2-1 contro il Sochaux 2.
Il 5 luglio 2016 viene tesserato con un biennale dalla Real Sociedad B; dopo aver rinnovato più volte il contratto coi baschi ed essersi imposto come titolare col Sanse, il 2 dicembre 2018 debutta con la prima squadra, in occasione della sconfitta contro il Betis.
Il 9 giugno 2019, dopo aver prolungato fino al 2022, viene definitivamente inserito nella rosa della prima squadra. Diventa un titolare del club a suon di prestazioni positive e nella stagione 2023-2024 disputa un ottimo percorso in Champions League, passando i gironi in prima posizione contro Inter, Benfica e Salisburgo, fermato agli ottavi contro il Paris Saint Germain. Chiude la sua esperienza con il club basco dopo aver collezionato 221 presenze e 6 reti.

#### Atletico Madrid
Il 3 agosto 2024 viene ufficializzato il suo passaggio a titolo definitivo all'Atlético Madrid.

### Nazionale
Dopo non essere mai stato convocato dal ct della Francia Didier Deschamps, nel maggio 2023 ottiene la cittadinanza spagnola e nel giugno del medesimo anno viene convocato per la prima volta dalle furie rosse. Il 15 giugno 2023 esordisce con gli iberici nel successo per 2-1 contro l'Italia in semifinale di Nations League. Il 19 novembre 2023, all'ottava presenza, realizza il suo primo gol per la selezione spagnola nel successo per 3-1 sulla Georgia.

## Statistiche

### Presenze e reti nei club
Statistiche aggiornate al 5 dicembre 2024.
| Stagione               | Squadra                | Campionato             | Campionato | Campionato | Coppe nazionali | Coppe nazionali | Coppe nazionali | Coppe continentali | Coppe continentali | Coppe continentali | Altre coppe | Altre coppe | Altre coppe | Totale | Totale |
| Stagione               | Squadra                | Comp                   | Pres       | Reti       | Comp            | Pres            | Reti            | Comp               | Pres               | Reti               | Comp        | Pres        | Reti        | Pres   | Reti   |
| ---------------------- | ---------------------- | ---------------------- | ---------- | ---------- | --------------- | --------------- | --------------- | ------------------ | ------------------ | ------------------ | ----------- | ----------- | ----------- | ------ | ------ |
| 2015-2016              | Brest                  | L2                     | 1          | 0          | CF+CdL          | -               | -               | -                  | -                  | -                  | -           | -           | -           | 1      | 0      |
| 2016-2017              | Real Sociedad B        | SDB                    | 26         | 1          | -               | -               | -               | -                  | -                  | -                  | -           | -           | -           | 26     | 1      |
| 2017-2018              | Real Sociedad B        | SDB                    | 36+2       | 2          | -               | -               | -               | -                  | -                  | -                  | -           | -           | -           | 38     | 2      |
| 2018-2019              | Real Sociedad B        | SDB                    | 18         | 1          | -               | -               | -               | -                  | -                  | -                  | -           | -           | -           | 18     | 1      |
| Totale Real Sociedad B | Totale Real Sociedad B | Totale Real Sociedad B | 80+2       | 4          |                 | -               | -               |                    | -                  | -                  |             | -           | -           | 82     | 4      |
| 2018-2019              | Real Sociedad          | PD                     | 4          | 0          | CR              | 3               | 0               | -                  | -                  | -                  | -           | -           | -           | 7      | 0      |
| 2019-2020              | Real Sociedad          | PD                     | 31         | 1          | CR              | 8               | 1               | -                  | -                  | -                  | -           | -           | -           | 39     | 2      |
| 2020-2021              | Real Sociedad          | PD                     | 33         | 0          | CR              | 2               | 0               | UEL                | 7                  | 0                  | SS          | 1           | 0           | 43     | 0      |
| 2021-2022              | Real Sociedad          | PD                     | 37         | 1          | CR              | 4               | 0               | UEL                | 7                  | 1                  | -           | -           | -           | 48     | 2      |
| 2022-2023              | Real Sociedad          | PD                     | 33         | 0          | CR              | 4               | 0               | UEL                | 4                  | 0                  | -           | -           | -           | 41     | 0      |
| 2023-2024              | Real Sociedad          | PD                     | 29         | 2          | CR              | 7               | 0               | UCL                | 7                  | 0                  | -           | -           | -           | 43     | 2      |
| Totale Real Sociedad   | Totale Real Sociedad   | Totale Real Sociedad   | 167        | 4          |                 | 28              | 1               |                    | 25                 | 1                  |             | 1           | 0           | 221    | 6      |
| 2024-2025              | Atlético Madrid        | PD                     | 28         | 1          | CR              | 1               | 0               | UCL                | 1                  | 0                  | -           | -           | -           | 30     | 1      |
| Totale carriera        | Totale carriera        | Totale carriera        | 278        | 9          |                 | 29              | 1               |                    | 26                 | 1                  |             | 1           | 0           | 334    | 11     |

### Cronologia presenze e reti in nazionale
| Cronologia completa delle presenze e delle reti in nazionale ― Spagna | Cronologia completa delle presenze e delle reti in nazionale ― Spagna | Cronologia completa delle presenze e delle reti in nazionale ― Spagna | Cronologia completa delle presenze e delle reti in nazionale ― Spagna | Cronologia completa delle presenze e delle reti in nazionale ― Spagna | Cronologia completa delle presenze e delle reti in nazionale ― Spagna | Cronologia completa delle presenze e delle reti in nazionale ― Spagna | Cronologia completa delle presenze e delle reti in nazionale ― Spagna |
| Data                                                                  | Città                                                                 | In casa                                                               | Risultato                                                             | Ospiti                                                                | Competizione                                                          | Reti                                                                  | Note                                                                  |
| --------------------------------------------------------------------- | --------------------------------------------------------------------- | --------------------------------------------------------------------- | --------------------------------------------------------------------- | --------------------------------------------------------------------- | --------------------------------------------------------------------- | --------------------------------------------------------------------- | --------------------------------------------------------------------- |
| 15-6-2023                                                             | Enschede                                                              | Spagna                                                                | 2 – 1                                                                 | Italia                                                                | UEFA Nations League 2022-2023 - Semifinale                            | -                                                                     |                                                                       |
| 18-6-2023                                                             | Rotterdam                                                             | Croazia                                                               | 0 – 0 dts (4 – 5 dtr)                                                 | Spagna                                                                | UEFA Nations League 2022-2023 - Finale                                | -                                                                     | 78’                                                                   |
| 8-9-2023                                                              | Tbilisi                                                               | Georgia                                                               | 1 – 7                                                                 | Spagna                                                                | Qual. Euro 2024                                                       | -                                                                     |                                                                       |
| 12-9-2023                                                             | Granada                                                               | Spagna                                                                | 6 – 0                                                                 | Cipro                                                                 | Qual. Euro 2024                                                       | -                                                                     |                                                                       |
| 12-10-2023                                                            | Siviglia                                                              | Spagna                                                                | 2 – 0                                                                 | Scozia                                                                | Qual. Euro 2024                                                       | -                                                                     |                                                                       |
| 15-10-2023                                                            | Oslo                                                                  | Norvegia                                                              | 0 – 1                                                                 | Spagna                                                                | Qual. Euro 2024                                                       | -                                                                     | 30’ 46’                                                               |
| 16-11-2023                                                            | Limassol                                                              | Cipro                                                                 | 1 – 3                                                                 | Spagna                                                                | Qual. Euro 2024                                                       | -                                                                     | 46’                                                                   |
| 19-11-2023                                                            | Valladolid                                                            | Spagna                                                                | 3 – 1                                                                 | Georgia                                                               | Qual. Euro 2024                                                       | 1                                                                     |                                                                       |
| 26-3-2024                                                             | Madrid                                                                | Spagna                                                                | 3 – 3                                                                 | Brasile                                                               | Amichevole                                                            | -                                                                     | 34’ 81’                                                               |
| 5-6-2024                                                              | Badajoz                                                               | Spagna                                                                | 5 – 0                                                                 | Andorra                                                               | Amichevole                                                            | -                                                                     | 46’                                                                   |
| 8-6-2024                                                              | Palma di Maiorca                                                      | Spagna                                                                | 5 – 1                                                                 | Irlanda del Nord                                                      | Amichevole                                                            | -                                                                     | 5’                                                                    |
| 15-6-2024                                                             | Berlino                                                               | Spagna                                                                | 3 – 0                                                                 | Croazia                                                               | Euro 2024 - 1º turno                                                  | -                                                                     |                                                                       |
| 20-6-2024                                                             | Gelsenkirchen                                                         | Spagna                                                                | 1 – 0                                                                 | Italia                                                                | Euro 2024 - 1º turno                                                  | -                                                                     | 69’                                                                   |
| 24-6-2024                                                             | Düsseldorf                                                            | Albania                                                               | 0 – 1                                                                 | Spagna                                                                | Euro 2024 - 1º turno                                                  | -                                                                     | 46’                                                                   |
| 30-6-2024                                                             | Colonia                                                               | Spagna                                                                | 4 – 1                                                                 | Georgia                                                               | Euro 2024 - Ottavi di finale                                          | -                                                                     | [ 25 ]                                                                |
| 5-7-2024                                                              | Stoccarda                                                             | Spagna                                                                | 2 – 1 dts                                                             | Germania                                                              | Euro 2024 - Quarti di finale                                          | -                                                                     | 30’ 46’                                                               |
| 14-7-2024                                                             | Berlino                                                               | Spagna                                                                | 2 – 1                                                                 | Inghilterra                                                           | Euro 2024 - Finale                                                    | -                                                                     | 83’                                                                   |
| 5-9-2024                                                              | Belgrado                                                              | Serbia                                                                | 0 – 0                                                                 | Spagna                                                                | UEFA Nations League 2024-2025 - 1º turno                              | -                                                                     | 59’                                                                   |
| 8-9-2024                                                              | Ginevra                                                               | Svizzera                                                              | 1 – 4                                                                 | Spagna                                                                | UEFA Nations League 2024-2025 - 1º turno                              | -                                                                     | 20’                                                                   |
| 20-3-2025                                                             | Rotterdam                                                             | Paesi Bassi                                                           | 2 – 2                                                                 | Spagna                                                                | UEFA Nations League 2024-2025 - Quarti di finale                      | -                                                                     |                                                                       |
| 23-3-2025                                                             | Valencia                                                              | Spagna                                                                | 3 – 3 dts (5 – 4 dtr)                                                 | Paesi Bassi                                                           | UEFA Nations League 2024-2025 - Quarti di finale                      | -                                                                     | 53’                                                                   |
| 5-6-2025                                                              | Stoccarda                                                             | Spagna                                                                | 5 – 4                                                                 | Francia                                                               | UEFA Nations League 2024-2025 - Semifinale                            | -                                                                     | 77’                                                                   |
| 8-6-2025                                                              | Monaco di Baviera                                                     | Portogallo                                                            | 2 – 2 dts (5 – 3 dtr)                                                 | Spagna                                                                | UEFA Nations League 2024-2025 - Finale                                | -                                                                     | 90+1’                                                                 |
| Totale                                                                |                                                                       | Presenze                                                              | 23                                                                    |                                                                       | Reti                                                                  | 1                                                                     |                                                                       |

## Palmarès

### Club
- Coppa di Spagna: 1

Real Sociedad: 2019-2020

### Nazionale
- UEFA Nations League: 1

2022-2023
- Campionato d'Europa: 1

Germania 2024